# 모치무네역
모치무네역(일본어: 用宗駅 모치무네에키[*])은 일본 시즈오카현 시즈오카시 스루가구에 있는 도카이 여객철도의 철도역이다.

## 역 구조
2면 3선 구조의 지상역이다. 2·3번선이 본선이며, 1번선은 예비용이다. 두 승강장은 구름다리로 이어져 있다.
시즈오카역이 관리하는 업무 위탁역으로, 영업은 도카이 교통 사업이 대신 하고 있다.

### 승강장
| 1 | ■ 도카이도 본선 | (예비 승강장)            |
| 2 | ■ 도카이도 본선 | 하마마쓰 · 도요하시 방면 |
| 3 | ■ 도카이도 본선 | 시즈오카 · 누마즈 방면   |

## 역세권 정보
- 모치부네 성

## 역사
- 1909년 11월 1일 - 일본국유철도 도카이도 본선 시즈오카 역 ~ 야이즈 역 사이에 신설 개업.
- 1987년 4월 1일 - 민영화에 따라 도카이 여객철도의 소속이 되었다.
- 2008년 3월 1일 - TOICA의 사용이 개시되었다.

## 인접역
| 도카이 여객철도 도카이도 본선 | 도카이 여객철도 도카이도 본선 | 도카이 여객철도 도카이도 본선 |
| ----------------------------- | ----------------------------- | ----------------------------- |
| 아베카와 시즈오카·아타미 방면 | ■ 도카이도 본선               | 야이즈 하마마쓰·도요하시 방면 |